# Christopher (Sänger)

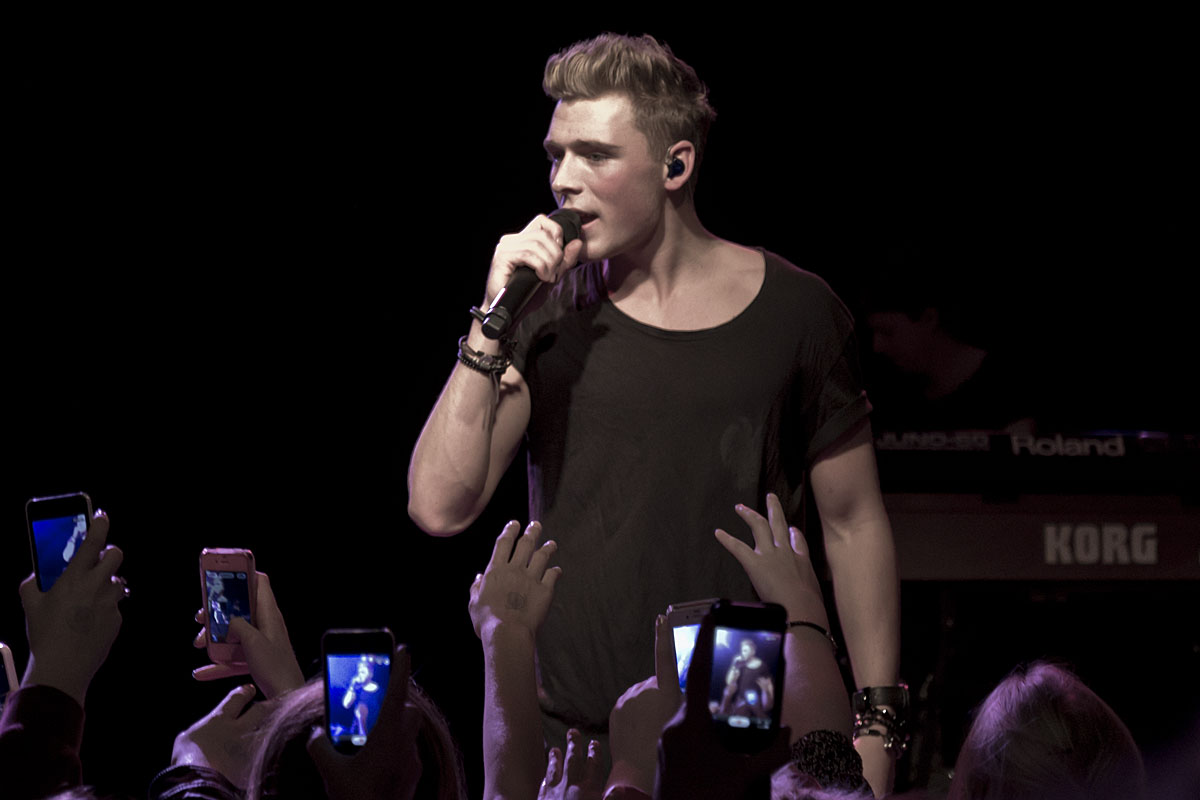
Christopher (2012)

Christopher Lund Nissen (* 31. Januar 1992 in Frederiksberg), Künstlername Christopher, ist ein dänischer Sänger. Sein Debütalbum Colours wurde am 19. März 2012 beim Plattenverlag EMI veröffentlicht. Aufgewachsen ist Christopher auf Amager in Dänemark.

## Karriere
Berühmt wurde er durch Verbindungen seines Vaters. Christopher sagt selbst, dass sein Vater jemanden kannte, der jemanden kannte und plötzlich saß er bei den Chefs der Plattenfirma EMI im Büro und sang seine halbfertigen Songs. Diese fanden seine weiche Popstimme gut und nahmen ihn Mitte 2012 unter Vertrag, um mit ihm weiterzuarbeiten.
Seine erste Single namens Against the Odds schrieb er zusammen mit Kay & Ndustry, Kasper Larsen, Ole Brodersen, Curtis Richa und Johan Wetterberg. Sie wurde produziert von Kay & Ndustry und GL Music’s Lasse Lindorff und veröffentlicht im September 2011, wo sie Platz 23 in den dänischen Charts erreichte. Die Regie zum dazugehörigen Musikvideo führten Nicolas Tobias Følsgaard und Jonas Lodahl Andersen. Seine zweite Single 2012 Nothing in Common stieg in den dänischen Charts bis auf Platz 5. Sein Debütalbum Colours schaffte es im März bis auf Platz 4 der Albumcharts. Weitere Alben und Singles folgten, die vor allem in Dänemark Erfolg hatten. 2023 war Christopher als Schauspieler in einer Hauptrolle in A Beautiful Life zu sehen.

## Persönliches
Aufgewachsen ist Christopher auf Amager zusammen mit seinen Eltern Gert und Liselotte sowie seinem kleinen Bruder Oliver Nissen. Nach Beziehungen unter anderem mit dem Model Mathilde Sofie und der Popmusikerin Medina ist er seit 2014 mit dem dänischen Model Cecilie Haugaard liiert und seit dem 1. Juni 2019 verheiratet. Das Paar hat zwei Töchter (* 2021 und 2023).

## Diskografie

### Alben
| Jahr | Titel                   | Höchstplatzierung, Gesamtwochen, AuszeichnungChartplatzierungen (Jahr, Titel, Platzierungen, Wochen, Auszeichnungen, Anmerkungen) | Höchstplatzierung, Gesamtwochen, AuszeichnungChartplatzierungen (Jahr, Titel, Platzierungen, Wochen, Auszeichnungen, Anmerkungen) | Höchstplatzierung, Gesamtwochen, AuszeichnungChartplatzierungen (Jahr, Titel, Platzierungen, Wochen, Auszeichnungen, Anmerkungen) | Anmerkungen                            |
| Jahr | Titel                   | DK | AT | CH | Anmerkungen                            |
| ---- | ----------------------- | --- | --- | --- | -------------------------------------- |
| 2012 | Colours                 | DK4 Platin · (11 Wo.)DK | — | — | Erstveröffentlichung: 19. März 2012    |
| 2014 | Told You So             | DK2 ×2Doppelplatin · (60 Wo.)DK                                                                                                   | — | — | Erstveröffentlichung: 13. März 2014    |
| 2016 | Closer                  | DK1 Platin · (25 Wo.)DK | — | — | Erstveröffentlichung: 15. April 2016   |
| 2019 | Under the Surface       | DK5 Platin · (15 Wo.)DK | — | — | Erstveröffentlichung: 22. Februar 2019 |
| 2021 | My Blood                | DK20 Gold · (2 Wo.)DK | — | — | Erstveröffentlichung: 26. März 2021    |
| 2023 | A Beautiful Life O.S.T. | DK1 Platin · (21 Wo.)DK | AT51 (2 Wo.)AT | CH26 (5 Wo.)CH | Erstveröffentlichung: 1. Juni 2023     |
| 2025 | Fools Gold              | DK6 (… Wo.)DK | — | — | Erstveröffentlichung: 2. Mai 2025      |

### Singles
| Jahr | Titel Album                                       | Höchstplatzierung, Gesamtwochen, AuszeichnungChartsChartplatzierungen (Jahr, Titel, Album, Platzierungen, Wochen, Auszeichnungen, Anmerkungen) | Anmerkungen                                                   |
| Jahr | Titel Album                                       | DK | Anmerkungen                                                   |
| --- | ------------------------------------------------- | --- | ------------------------------------------------------------- |
| 2011 | Against the Odds Colours                          | DK23 Gold (Streaming) · (4 Wo.)DK | Erstveröffentlichung: 2. September 2011                       |
| 2012 | Nothing in Common Colours                         | DK5 Platin (Streaming) · (10 Wo.)DK | Erstveröffentlichung: 13. Januar 2012                         |
| 2012 | Colours                                           | DK19 Gold (Streaming) · (3 Wo.)DK | Erstveröffentlichung: 21. September 2012 feat. Frida Amundsen |
| 2013 | We Should Be Told You So                          | DK15 (1 Wo.)DK | Erstveröffentlichung: 19. April 2013                          |
| 2013 | Told You So                                       | DK4 (31 Wo.)DK | Erstveröffentlichung: 20. September 2013                      |
| 2014 | Crazy Told You So                                 | DK2 Platin (Streaming) · (15 Wo.)DK | Erstveröffentlichung: 31. Januar 2014                         |
| 2014 | Mama Told You So                                  | DK9 Gold (Streaming) · (13 Wo.)DK | Erstveröffentlichung: 11. Juni 2014                           |
| 2014 | CPH Girls Told You So                             | DK1 ×2Doppelplatin + Gold (Streaming) · (20 Wo.)DK                                                                                             | Erstveröffentlichung: 24. Oktober 2014 feat. Brandon Beal     |
| 2015 | Tulips Closer                                     | DK4 Platin · (15 Wo.)DK | Erstveröffentlichung: 6. August 2015                          |
| 2016 | Limousine Closer                                  | DK11 Gold · (9 Wo.)DK | Erstveröffentlichung: 29. Januar 2016 feat. Madcon            |
| 2016 | I Won’t Let You Down Closer                       | DK1 Platin · (15 Wo.)DK | Erstveröffentlichung: 1. April 2016 feat. Bekuh Boom          |
| 2016 | Take Me Back Closer                               | DK16 Gold · (6 Wo.)DK | Erstveröffentlichung: 23. Juni 2016 mit Matoma                |
| 2016 | Heartbeat Closer                                  | DK26 Platin · (6 Wo.)DK | Erstveröffentlichung: 16. September 2016                      |
| 2016 | Free Fall Closer                                  | DK13 Gold · (5 Wo.)DK | Erstveröffentlichung: 30. Dezember 2016                       |
| 2017 | Naked Closer                                      | DK35 Gold · (1 Wo.)DK | Erstveröffentlichung: 31. März 2017                           |
| 2018 | Bad Under the Surface                             | DK10 Platin · (11 Wo.)DK | Erstveröffentlichung: 13. April 2018                          |
| 2018 | Monogamy Under the Surface                        | DK33 Gold · (6 Wo.)DK | Erstveröffentlichung: 29. Juni 2018                           |
| 2018 | Irony Under the Surface                           | DK7 ×2Doppelplatin · (8 Wo.)DK | Erstveröffentlichung: 5. Oktober 2018                         |
| 2019 | My Heart Under the Surface                        | DK18 Platin · (9 Wo.)DK | Erstveröffentlichung: 14. März 2019                           |
| 2019 | Real Life Under the Surface                       | DK30 Gold · (6 Wo.)DK | Erstveröffentlichung: 19. Juli 2019                           |
| 2020 | Ghost My Blood                                    | DK17 Platin · (15 Wo.)DK | Erstveröffentlichung: 17. Januar 2020                         |
| 2020 | Leap of Faith My Blood                            | DK15 Platin · (14 Wo.)DK | Erstveröffentlichung: 22. Mai 2020                            |
| 2021 | Good to Goodbye My Blood                          | DK39 Gold · (1 Wo.)DK | Erstveröffentlichung: 12. März 2021 feat. Clara Mae           |
| 2021 | Fall So Hard My Blood                             | DK31 Platin · (10 Wo.)DK | Erstveröffentlichung: 26. März 2021                           |
| 2021 | If It Weren’t for You –                           | DK30 Gold · (6 Wo.)DK | Erstveröffentlichung: 10. September 2021                      |
| 2023 | Hope This Song Is for You A Beautiful Life O.S.T. | DK5 Platin · (12 Wo.)DK | Erstveröffentlichung: 28. April 2023                          |
| 2023 | Valdes Jul –                                      | DK6 Gold · (10 Wo.)DK | Erstveröffentlichung: 3. November 2023                        |
| 2025 | Hvor var jeg endt –                               | DK7 Gold · (7 Wo.)DK | Erstveröffentlichung: 4. April 2025 mit Thor Farlov           |
| Folgende Lieder erschienen nicht als Single, wurden aber durch das Album zum Download und Streaming bereitgestellt und konnten somit eine Platzierung erlangen: |                                                   | |                                                               |
| |                                                   | |                                                               |
| 2014 | Waterfall Told You So                             | DK13 (1 Wo.)DK | Charteinstieg: 28. März 2014                                  |
| 2014 | First Like Told You So                            | DK34 Platin (Streaming) · (1 Wo.)DK | Charteinstieg: 14. November 2014                              |
| 2015 | Christopher Closer                                | DK39 (1 Wo.)DK | Charteinstieg: 27. November 2015                              |
| 2023 | A Beautiful Life A Beautiful Life O.S.T.          | DK10 Platin · (8 Wo.)DK |                                                               |
| 2023 | Honey, I’m So High A Beautiful Life O.S.T.        | DK32 Gold · (5 Wo.)DK |                                                               |
| 2023 | Led Me to You A Beautiful Life O.S.T.             | DK27 Gold · (2 Wo.)DK |                                                               |
| 2025 | Orbit Fools Gold                                  | DK30 (… Wo.)DK |                                                               |

Weitere Singles
- 2012: Mine, Mine, Mine (DK: Gold (Streaming))
- 2019: Let Us Love (mit Topic & Vigiland)
- 2020: Leap of Faith
- 2022: When I Grow Old (mit Chungha, DK: Gold)

### Gastbeiträge
| Jahr | Titel Album                                    | Höchstplatzierung, Gesamtwochen, AuszeichnungChartplatzierungen (Jahr, Titel, Album, Platzierungen, Wochen, Auszeichnungen, Anmerkungen) | Höchstplatzierung, Gesamtwochen, AuszeichnungChartplatzierungen (Jahr, Titel, Album, Platzierungen, Wochen, Auszeichnungen, Anmerkungen) | Anmerkungen |
| Jahr | Titel Album                                    | DK | DE | Anmerkungen |
| ---- | ---------------------------------------------- | --- | --- | --- |
| 2012 | Where Do We Go from Here Svenstrup & Vendelboe | DK2 ×2Gold + Doppelplatin (Streaming) · (13 Wo.)DK                                                                                       | — | Erstveröffentlichung: 12. November 2012 Svenstrup & Vendelboe feat. Christopher                                                      |
| 2014 | Twerk It Like Miley Truth                      | DK1 ×3Gold + Dreifachplatin (Streaming) · (20 Wo.)DK                                                                                     | DE95 Gold · (1 Wo.)DE | Erstveröffentlichung: 5. Mai 2014 Brandon Beal feat. Christopher                                                                     |
| 2020 | Tættere end vi tror –                          | DK1 Gold · (11 Wo.)DK | — | Erstveröffentlichung: 27. April 2020 P3 feat. Tessa, Lukas Graham, Christopher, Mads Langer, Jada, Benjamin Hav, Clara & Don Stefano |

## Auszeichnungen für Musikverkäufe
| Platin-Schallplatte - Südkorea - 2025: für das Streaming Bad |

Anmerkung: Auszeichnungen in Ländern aus den Charttabellen bzw. Chartboxen sind in ebendiesen zu finden.
| Land/RegionAuszeichnungen für Musikverkäufe (Land/Region, Auszeichnungen, Verkäufe, Quellen) | Gold       | Platin       | Verkäufe  | Quellen           |
| -------------------------------------------------------------------------------------------- | ---------- | ------------ | --------- | ----------------- |
| Dänemark (IFPI)                                                                              | 22× Gold22 | 28× Platin28 | 1.870.000 | ifpi.dk           |
| Deutschland (BVMI)                                                                           | Gold1      | —            | 200.000   | musikindustrie.de |
| Südkorea (KMCA)                                                                              | —          | Platin1      | —         | circlechart.kr    |
| Insgesamt                                                                                    | 23× Gold23 | 29× Platin29 |           |                   |

## Filmografie
- 2022: Toskana (Toscana)
- 2023: A Beautiful Life